# Прикордонна служба Швейцарії
Прикордонна служба Швейцарії — федеральний правоохоронний орган Швейцарії, який виконує обов'язки прикордонної служби та митниці. Ця служба є відділом Федеральної митної адміністрації, яка підпорядкована Федеральному департаменту фінансів Швейцарії. Це найбільший правоохоронний орган федерального рівня в Швейцарії. Оскільки Швейцарія є учасником Шенгенської угоди, Прикордонна служба Швейцарії є частиною Європейського агентства з охорони кордонів та берегів.

## Історія
Прикордонна служба Швейцарії була заснована 1 січня 1894 року. З моменту заснування до початку Першої світової війни, служба займалась в основному тільки митними питаннями. Під час Другої світової війни до обов'язків прикордонної служби додались також військові питання. Також під час Другої світової війни прикордонна служба понесла втрати. В післявоєнний період служба приділяла значну увагу міграційним питанням та питанням безпеки. Через збільшення кількості осіб, що перетинали кордон, була збільшена кількість пропускних пунктів та патрулів. 12 грудня 2008 Прикордонна служба Швейцарії зазнала значних змін у зв'язку із вступом в силу Шенгенської угоди в Швейцарії.

## Завдання
Завданнями прикордонної служби Швейцарії є:
- Правоохоронні дії пов'язані з митними та міграційними питаннями
- Забезпечення безпеки кордонів відповідно до Шенгенської угоди
- Участь в міжнародних місіях Європейського агентства з охорони кордонів та берегів

Прикордонна служба Швейцарії контролює перетин людьми і товарами кордону Швейцарії, бореться із контрабандою і транскордонною злочинністю, бере участь в міжнародних операціях. Також вона допомагає агентам (наземним та повітряним маршалам) Федерального офісу поліції Швейцарії, обов'язком яких є запобігання інцидентам в аеропортах та на бортах літаків. В цілому, Прикордонна служба Швейцарії відповідальна за захист 150 федеральних законів. По суті, Прикордонна служба Швейцарії працює у тій же сфері, що й митні органи Швейцарії, причому обидві сторони співпрацюють на регулярній основі.
Прикордонна служба Швейцарії має три стратегічні напрями роботи:
- Митні питання
- Міграційні питання
- Питання безпеки

Всі ці питання належать до сфери компетенції Прикордонної служби Швейцарії, але найбільшу увагу приділяють саме митним питанням. Крім того, кантони Швейцарії можуть покладати на прикордонну службу й інші обов'язки. Прикордонна служба Швейцарії не має власних літальних апаратів, тому Військово-повітряні сили Швейцарії надають їй гелікоптери та безпілотні літальні апарати за потреби.

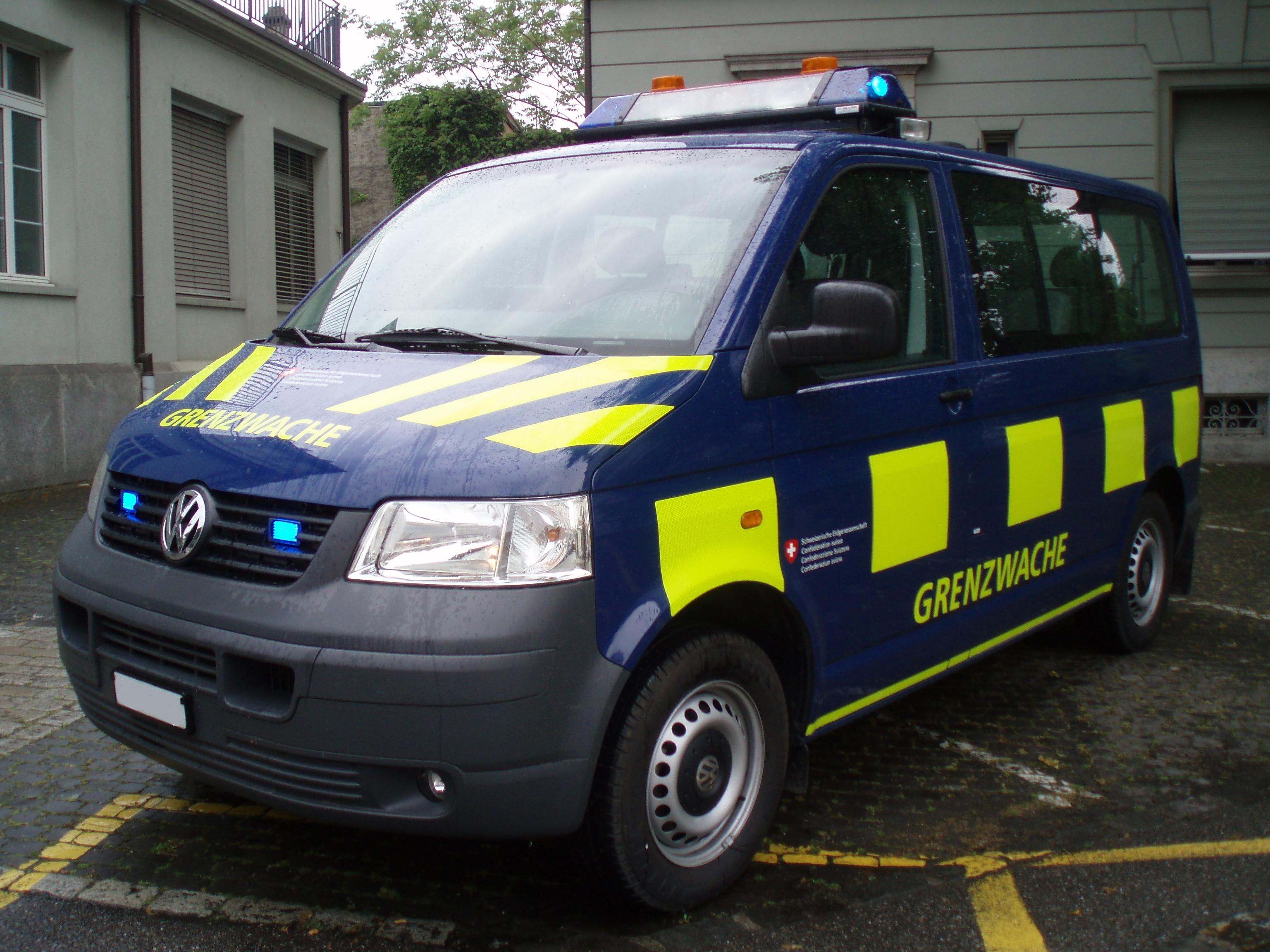
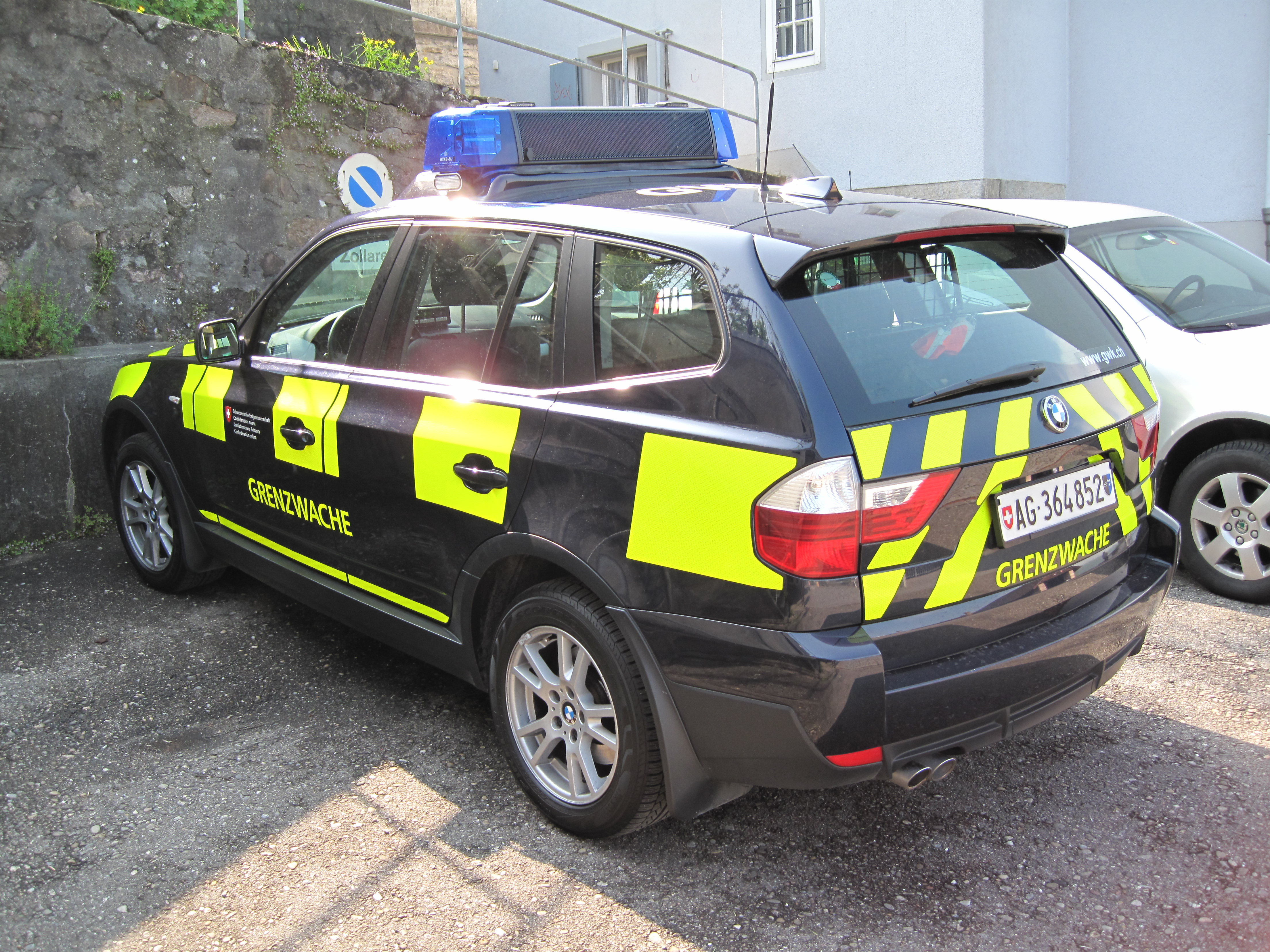
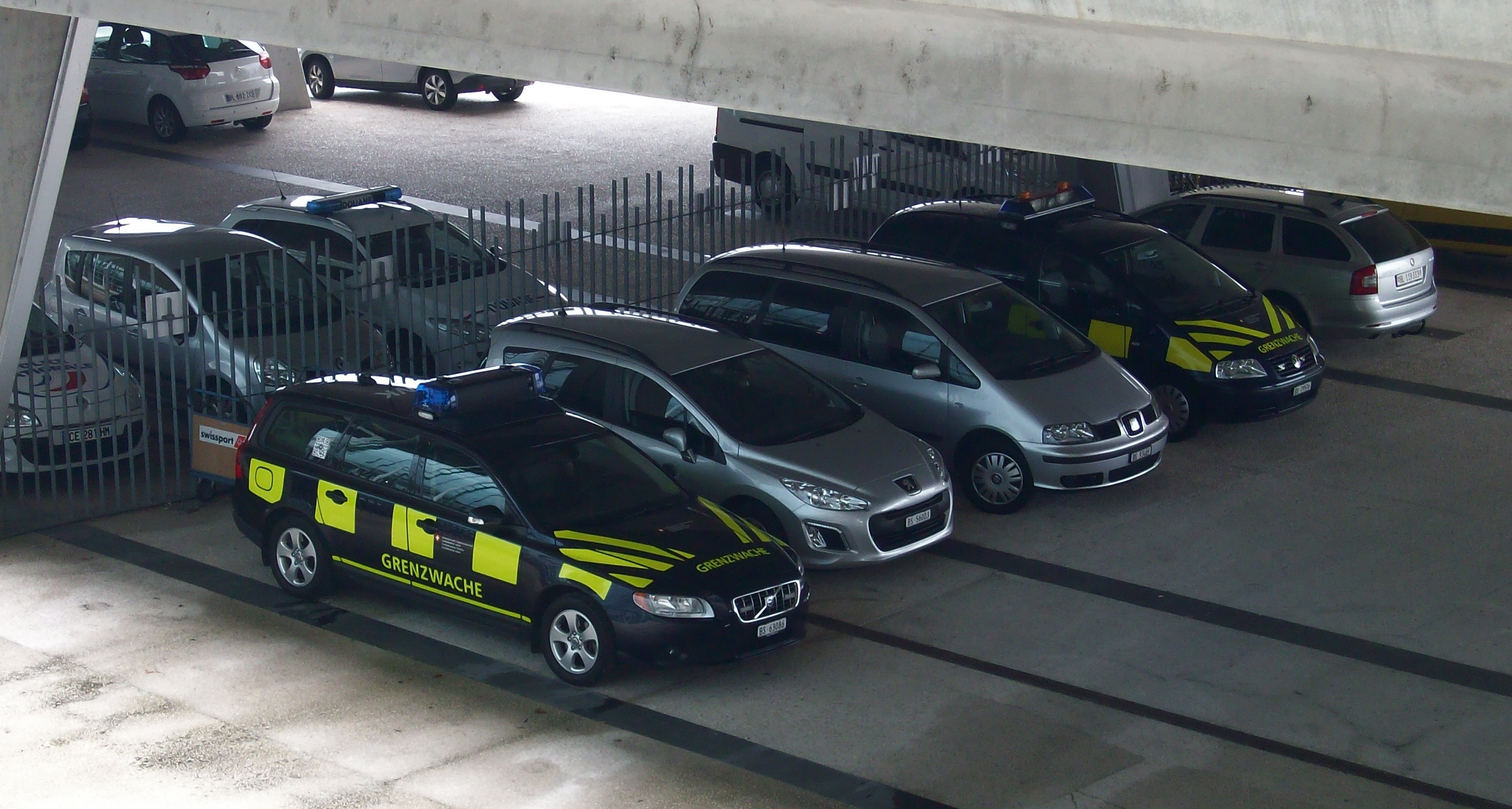